# Соломон Анжел
Соломон Израел Анжел е първият постсоциалистически предприемач, построил в пазарна България класическа финансова пирамида.

## Град на мечтите
През 1993 г. фирмата на Соломон Анжел „Анжел“ АД започва широка рекламна кампания за строителството на жилищен комплекс, наречен „Град на мечтите“, в местността „Камбаните“ край София. След деноминацията на лева и събитията в страната от зимата на 1996 – 1997 г. става ясно, че т.нар. „град на мечтите“ е действително мечта (за вложителите) и Соломон Анжел е арестуван за измама в особено големи размери. Престоява в предварителния арест с мярка за неотклонение в периода от 29 януари до 19 декември 1997 г.
Софийска градска прокуратура на 26 ноември 2000 г. повдига обвинение на Соломон Анжел за измама на 309 души с договори за строителство на „Град на мечтите“ за скромната сума от 5 197 748,25 неденоминирани лева или деноминирани едва 5197 лв. През април 2003 г. Софийският градски съд осъжда Анжел на 7 години затвор, а съдружникът му Чавдар Райчев получава 6-месечна условна присъда. След обжалване през февруари 2008 г. осъдителната присъда на Анжел е намалена на 5 години от Софийския апелативен съд, което е потвърдено и от Върховния касационен съд година по-късно.

## Софийски хали
През 1992 г. кметът на София Александър Янчулев обявява търг за реконструкция на Софийските хали срещу право за ползване. Печели го „Анжел“ АД през 1993 г. със срок за предаване 18 мес. срещу правото да отдава 30 години под наем търговската площ на сградата срещу арендни вноски. На 4 август 1996 г. изтича и последният срок за завършване на Халите и общината разтрогва договора, тъй като строителството е в нулево състояние.
През 1995 г. със задачата се заемат Строителните войски на ген. Пешлеевски.